# RideLondon - Surrey Classic 2019
La RideLondon - Surrey Classic 2019, ottava edizione della corsa, valevole come trentesima prova dell'UCI World Tour 2019 categoria 1.UWT, si è svolta il 4 agosto 2019 su un percorso di 169 km, con partenza e arrivo a Londra, nel Regno Unito. La vittoria è stata appannaggio dell'italiano Elia Viviani, che ha terminato la gara in 3h46'15" alla media di 44,82 km/h, precedendo l'irlandese Sam Bennett e il danese Michael Mørkøv.
Al traguardo di Londra 123 ciclisti, sui 136 alla partenza, hanno portato a termine la competizione.

## Ordine d'arrivo (Top 10)
| Pos. | Corridore             | Squadra       | Tempo    |
| ---- | --------------------- | ------------- | -------- |
| 1    | Elia Viviani          | Deceuninck    | 3h46'15" |
| 2    | Sam Bennett           | Bora          | s.t.     |
| 3    | Michael Mørkøv        | Deceuninck    | s.t.     |
| 4    | Jasper Stuyven        | Trek          | s.t.     |
| 5    | Amund Grøndahl Jansen | Jumbo         | s.t.     |
| 6    | Giacomo Nizzolo       | Dimension     | s.t.     |
| 7    | Alexander Kristoff    | UAE           | s.t.     |
| 8    | Oliver Naesen         | AG2R          | s.t.     |
| 9    | Jasper De Buyst       | Lotto         | s.t.     |
| 10   | Ethan Hayter          | Gran Bretagna | s.t.     |